# Văn Lang, Hạ Hòa
Văn Lang là một xã thuộc huyện Hạ Hòa, tỉnh Phú Thọ, Việt Nam.
Xã Văn Lang có diện tích 11,04 km², dân số năm 1999 là 3.590 người, mật độ dân số đạt 325 người/km².